# Nusch Éluard
Nusch Éluard, nata Marie Benz (Mulhouse, 21 giugno 1906 – Parigi, 28 novembre 1946) è stata una modella e artista francese, di origini tedesche. È stata l'icona del surrealismo, prima ancora che André Breton pubblicasse il manifesto nel 1924.

## Biografia
Nacque a Mulhouse, in Alsazia, che all’epoca si trovava nel territorio dell'Impero tedesco, da Auguste e da Marie Joséphine Juchert. I genitori erano proprietari di un piccolo circo ed erano girovaghi da una città all'altra con i loro spettacoli. Fu proprio suo padre a darle il soprannome, il nomignolo "Nusch" (noce), con cui è divenuta famosa. Non frequentò per molto la scuola, il padre preferì che imparasse il trapezio, i trucchi circensi, qualche magia e a dieci anni divenne l'attrazione principale.
A quattordici anni si trasferì a Berlino con l'intento di diventare attrice con scarsa fortuna, infatti, per campare posava nuda per foto erotiche e occasionalmente si prostituiva. Nel 1928 prese la strada di Parigi dove divenne molto nota per i suoi spettacoli d’ipnosi facendo parlare anche i morti. Capitò proprio in un Cafè nella capitale francese nel 1930 di essere avvicinata dal poeta Paul Éluard, che era in compagnia del poeta René Char, che poco tempo prima era stato lasciato dalla moglie Gala per Salvador Dalí. Tra i due si instaurò fin da subito un rapporto profondo tanto che si sposeranno nel 1934. Due anni prima Paul e Gala avevano divorziato.
Grazie ad Éluard, Nusch frequentò il gruppo dei surrealisti e non tardò molto a rappresentare l’eccentrica e intraprendente ragazza fonte d’ispirazione per alcuni degli artisti del gruppo: divenne la modella di Man Ray che la fotografò varie volte; Dora Maar la ritrasse nei suoi giochi di luce; Pablo Picasso la dipinse in molte opere, tra cui emerge, fra gli altri, il Ritratto di Nusch Éluard del 1937, dove la donna vestiva un completo di Elsa Schiaparelli e posò anche per René Magritte, Joan Miró e per la fotoreporter Lee Miller che la fotografò nella sua vita privata.
Il movimento surrealista fu sostanzialmente, nelle sue linee dottrinali, un movimento "maschilista" nel senso che nonostante il Manifesto si pronunciasse a favore del "puro automatismo psichico con cui si intende esprimere, verbalmente o per iscritto, la vera funzione del pensiero", si chiuse attorno agli oggetti del desiderio maschile ed eterosessuale dove le donne vennero rappresentate come icone, bambine, femme fatal, oppure come isteriche, donne perdute. I surrealisti vivevano però la contraddizione di stravolgere le regole sociali e cercare la libertà. Questo fu uno dei principali motivi per cui furono molte le artiste che parteciparono, anche se dietro le quinte al movimento, come Dora Maar, Valentine Hugo, Jacqueline Lamba, Toyen, Leonor Fini, Claude Cahun e molte altre.

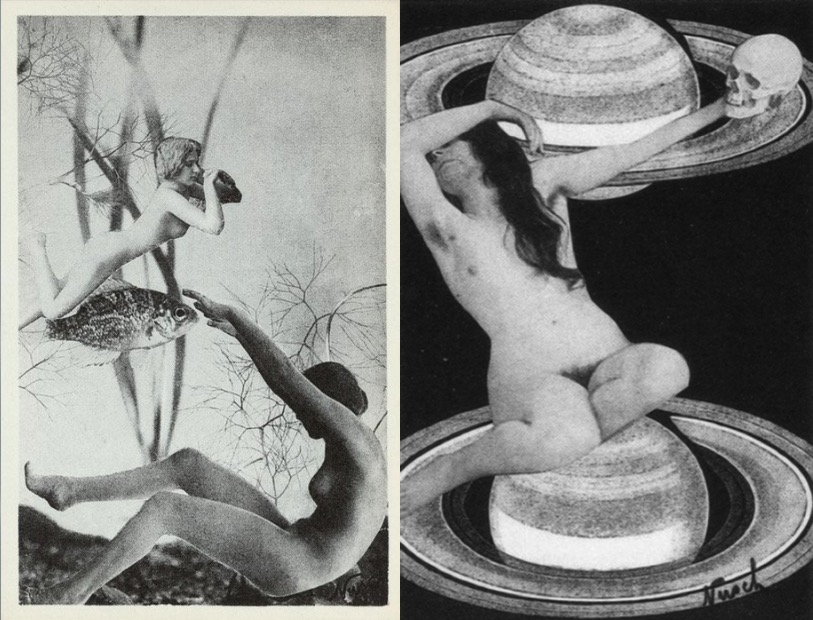
Collage di Nusch Éluard

Nusch non fu soltanto una modella ed una ispiratrice di pittori e fotografi ma ebbe anche una sua importante creatività. Capitò negli anni 1935-36 in un momento in cui soffriva di insonnia ed il medico psichiatra le consiglio di "scrivere": forse consigliata dal marito, lei prese a ritagliare dei disegni e delle fotografie creando degli originali collage, i quali furono attribuiti a Paul Éluard, proprio sulla base del pensiero che nel surrealismo le donne, specialmente le modelle, non avessero una loro creatività. Fu lo scrittore, editore e mercante d'arte specializzato in dadaismo e surrealismo Timothy Baum che, nei primi anni Settanta, guardando con attenzione i collage, si rese conto che erano firmati da Nusch, oltre a vari cadaveri eccellenti, alcuni dei quali realizzati assieme a Tristan Tzara e a sua moglie Greta Knutson. Uno dei suoi collage, Bois des Isle, venne pubblicato nella serie di 21 cartoline d'artista in bianco e nero La carte surrealiste  da Georges Hugnet (1906-1974) nel 1937, accanto alle opere di Marcel Duchamp, Max Ernst, Paul Éluard, Meret Oppenheim, Salvador Dalí e Jacqueline Lamba.
Nusch Éluard morì improvvisamente per un aneurisma cerebrale il 28 novembre 1946 a casa della suocera Jeanne Grindel, mentre il marito si trovava in Svizzera per una conferenza. La sua morte distrusse Paul che le dedicò questi versi che fanno parte de Le temps déborde (Il tempo trabocca), 1947:

## Filmografia
- François Lévy-Kuentz, On the French Riviera with Man Ray and Picasso, documentario 53 min., Francia, 2020
- Ellen Kuras, Lee, film, Sky UK, 2023